# Julius Althaus

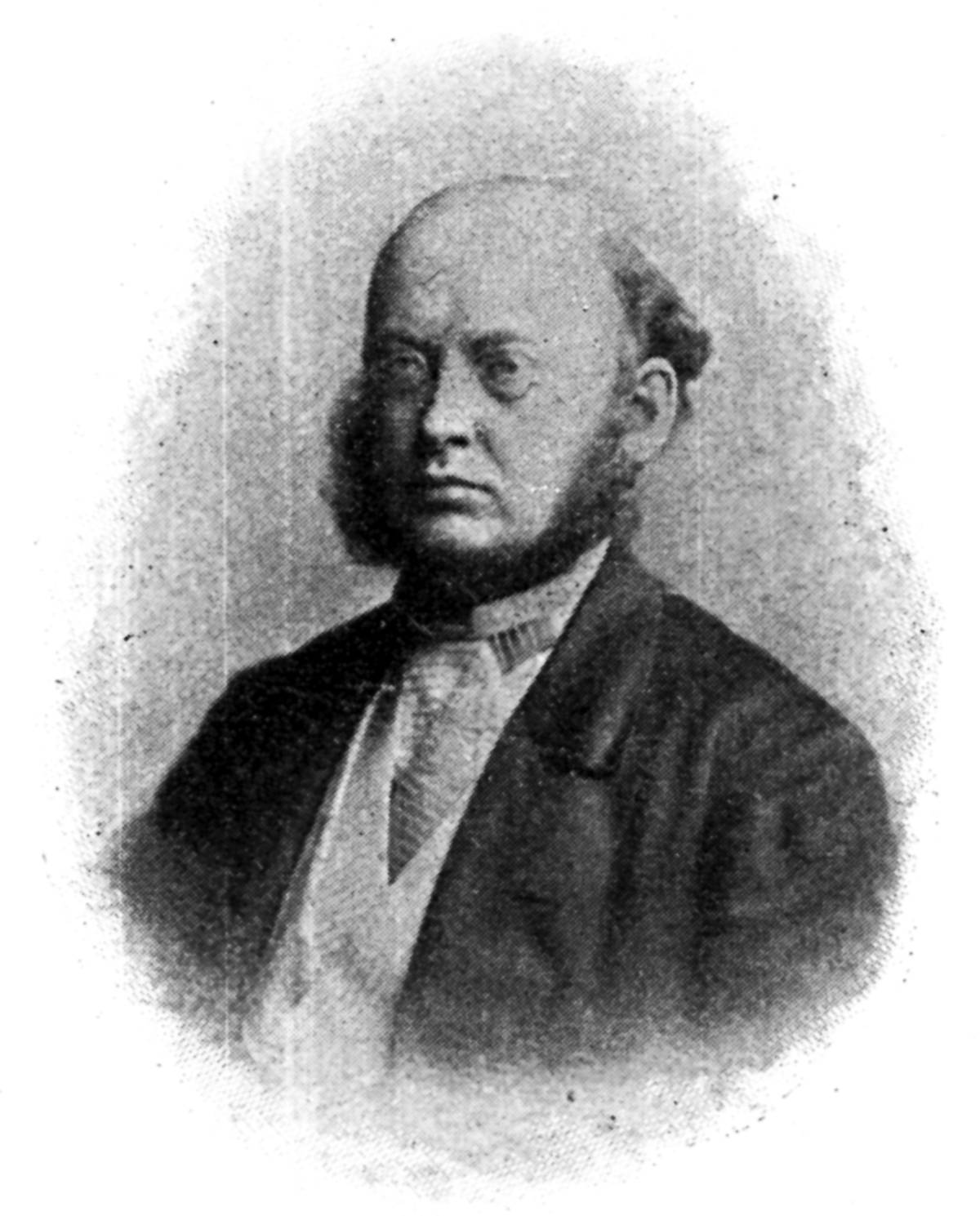
Julius Althaus (1833–1900)

Julius Althaus (* 31. März 1833 in Detmold; † 11. Juni 1900 in London) war ein deutscher Neurologe, der als erster Arzt eine elektrische Behandlung an Patienten vornahm, 1866 in London ein Fachkrankenhaus gründete und mit zahlreichen Fachbeiträgen international Anerkennung fand.

## Leben
Julius Althaus war ein Sohn des Generalsuperintendenten Friedrich Georg Althaus (1790–1863) und dessen Ehefrau Julie Dräseke (Tochter des Bischofs Johann Heinrich Bernhard Dräseke) und wuchs mit seinen Geschwistern Theodor (1822–1852, Theologe) und Friedrich (1829–1897, Schriftsteller) auf. Er studierte an den Universitäten in Bonn, Göttingen, Heidelberg und Berlin, wo er 1855 mit seiner Arbeit Pneumothorax (Pneumothorax) seine Studien abschloss und zum De. Med. promovierte.
Gemeinsam mit Johannes Müller besuchte er Sizilien, um dort Zoologie zu studieren.
Er zog nach London, wo er am King’s College Hospital als Assistent von Robert Bentley Todd Patienten mit Strom behandelte.
1860 wurde er Mitglied (später Ehrenmitglied) des Royal College of Physicians (Königliches Ärztekollegium).
Daneben war er Ehrenmitglied und korrespondierendes Mitglied vieler europäischen und amerikanischen medizinischen Gesellschaften.

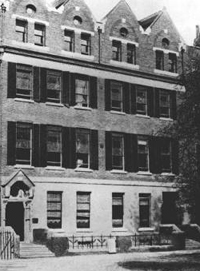
National Hospital for the Paralysed and Epileptic in London, 1866 durch Julius Althaus gegründet

1866 hatte er maßgeblichen Anteil an der Schaffung eines Epilepsie- und Lähmungskrankenhauses, das sich zum Maida Vale Hospital für Nervenkrankheiten entwickelte und jetzt Teil des Nationalen Krankenhauses für Neurologie und Neurochirurgie ist.
1877 schlug Althaus vor, die Krankheit Multiple Sklerose nach Jean-Martin Charcot, dessen Schüler er war, zu benennen. Er grenzte als Erster die Krankheiten Multiple Sklerose und Parkinson als eigenständige Krankheitsbilder voneinander ab.
Am 10. September 1887 war er in Washington Teilnehmer am 9. Internationalen medizinischen Kongress, wo er Vizepräsident des Arbeitskreises Phsychologie und Nerven-Kranlheiten war.
Althaus war bis 1894 Arzt im Klinikum für Epilepsie und Lähmung, als er zum Ehrenamt des beratenden Arztes berufen wurde. Er wurde als kultureller Universalgelehrter bezeichnet und war zusammen mit seiner Frau, die wie er musikalisch begabt war, Zentrum eines gesellschaftlichen Kreises in London.

### Familie
Im Juni 1859 heiratete er Anna Wilhelmina Pelzer und hatte mit ihr zwei Söhne und eine Tochter.

### Schriften (Auswahl)
- 1858 Die Infusionsthierchen[3]
- 1863 Socile Bilder aus England, Hanmburg, Verlag Nestler & Melle
- 1865 Ceylon und die Singhalesen[4]
- 1859 Eine Behandlung von medizinischer Elektrizität, theoretisch und praktisch und ihr Einsatz bei der Behandlung von Lähmungen, Neuralgie und anderen Krankheiten, Die Thermen Europas, 1862.
- 1860 Die Elektricität in der Medizin. Mit besonderer Rücksicht auf Physiologie, Diagnostik und Therapie dargestellt.
- 1864 Über Lähmungen, Neuralgie und andere Zuneigungen des Nervensystems: und ihre erfolgreiche Behandlung durch Verzinktheit und Faradisierung
- 1866 Über Epilepsie, Hysterie und Agomie; drei Vorträge
- 1877 Erkrankungen des Nervensystems, deren Prävalenz und Pathologie
- 1878 Bei der Lähmung der Kinderlähmung und einiger fusionierter Erkrankungen des Rückenmarks: deren Diagnose und Behandlung
- 1878 Die Prognose der Gehirnblutung
- 1880 Funktionen des Gehirns; ein populärer Essay
- 1882 Über das Versagen der Gehirnkraft: seine Natur und Behandlung
- 1885 Auf Sklerose des Rückenmarks: einschließlich der Bewegungsantisteuer, der spastischen Wirbelsäulenlähmung und anderer Systemerkrankungen des Rückenmarks: deren Pathologie, Symptome, Diagnose und Behandlung[5]
- 1892 Influenza: seine Pathologie, Symptome, Komplikationen und Fortsetzungen; sein Ursprung und seine Ausbreitungsart; und seine Diagnose, Prognose und Behandlung
- Ueber Hypochondrie und Nasophobie[6]

Weitere Darstellung seiner Werke bei WIKISOURCE Digitalisat

### Auszeichnungen
Orden der Krone von Italien Ritterkreuz I. Klasse